# Litsea cubeba
Litsea cubeba  es una especie botánica de árboles o de arbustos perennifolios, de 5-12 m de altura, en la familia de los laureles (Lauraceae). Es nativa de China, Indonesia y otras partes de Sudeste Asiático.  

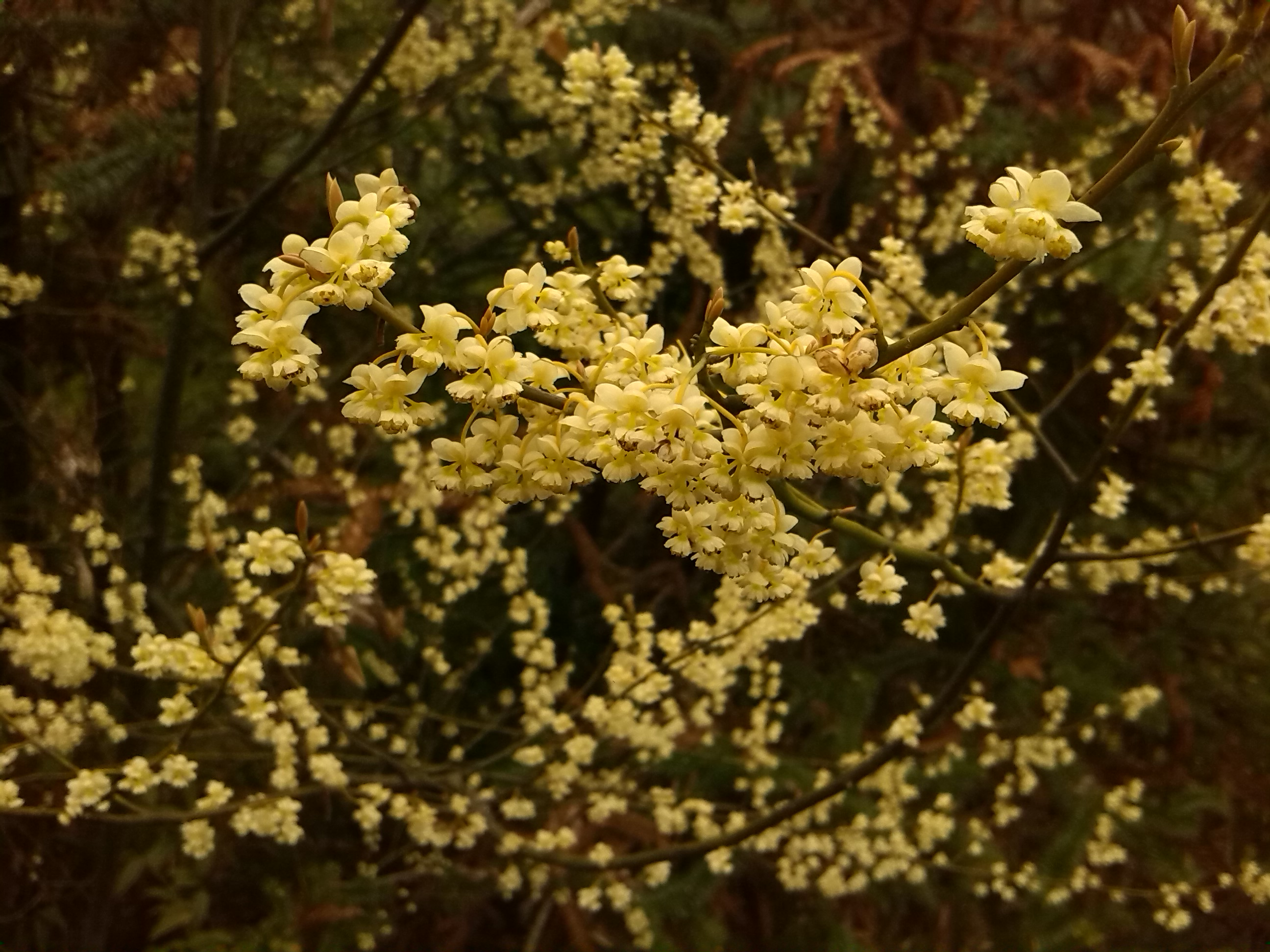
Vista de la planta

## Descripción
Es un arbusto siempreverde o pequeño árbol con hojas que saben a limón, los frutos son pequeños como pimientas.  La madera usada para mobiliario, construcción. Flores, hojas y fruto se usan como medicina herbal, para extraer aceite esencial (llamado May Chang) útil en perfumería.

## Propiedades
Produce una fruta que es procesada por su aceite esencial alimonado.  El aceite puede extraerse de las hojas, pero rinde uno considerado de menor calidad. La madera se usa  para mobiliario y artesanías.
Rinde de aceite esencial del fruto 3-5%. Del aceite se aísla primariamente citral, un 70-85% del aceite. Mayormente producido en China de plantaciones y se lo etiqueta como "Litsea cubeba", produciendo entre 500-1.500 t/año de aceite. Se lo  usa como fragancia y como saborizante. Es también materia prima de la industria química para la síntesis de vitamina A y de  fragancias. Es utilizado en cosmética para desodorantes y perfumes. Tiene propiedades antimicrobianas, antimicóticas, antiinflamatorias

## Taxonomía
Litsea cubeba fue descrita por (Lour.)  Pers. y publicado en Synopsis Plantarum 2: 4. 1807.
Variedad aceptada
- Litsea cubeba var. formosana (Nakai) Yen C. Yang & P.H. Huang

Sinonimia
- Laurus cubeba Lour.[4]
- Actinodaphne citrata (Blume) Hayata
- Aperula citriodora (Siebold & Zucc.) Blume
- Benzoin citriodorum Siebold & Zucc.
- Benzoin cubeba (Lour.) Hatus.
- Daphnidium cubeba (Lour.) Nees
- Laurus cubeba Lour.
- Laurus piperita Meisn.
- Lindera citrata (Blume) Koidz.
- Lindera citriodora (Siebold & Zucc.) Hemsl.
- Lindera dielsii H.Lév.
- Litsea citrata Blume
- Litsea citriodora (Siebold & Zucc.) Hatus.
- Litsea cubeba var. cubeba
- Litsea cubeba f. obtusifolia Y.C.Yang & P.H.Huang
- Litsea dielsii (H.Lév.) H.Lév.
- Litsea mollifolia Chun
- Litsea mollifolia var. glabrata (Diels) Chun
- Litsea mollis var. glabrata Diels
- Litsea piperita Mirb.
- Malapoenna citrata (Blume) Kuntze
- Malapoenna cubeba (Lour.) Kuntze
- Omphalodaphne citriodora (Siebold & Zucc.) Nakai
- Persea cubeba (Lour.) Spreng.
- Tetranthera citrata (Blume) Nees
- Tetranthera cubeba (Lour.) Meisn.
- Tetranthera polyantha Wall. ex Nees[5]